# آلودگی منبع نقطه‌ای

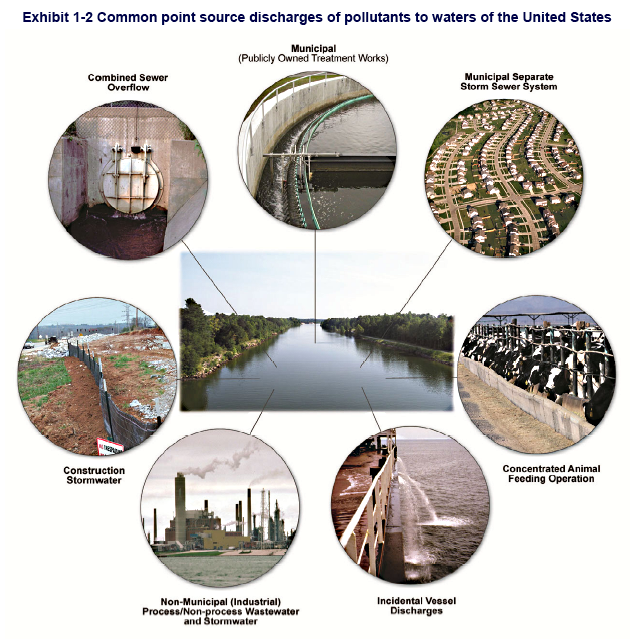
منابع نقطه‌ای آلودگی آب

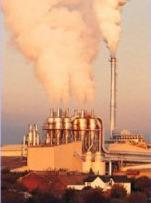
منابع نقطه‌ای آلودگی هوا

منبع نقطه‌ای آلودگی (به انگلیسی: Point source pollution) یک منبع قابل شناسایی واحد از آلودگی هوا، آب، حرارتی، صوتی یا نوری است. یک منبع نقطه‌ای وسعت ناچیزی دارد و آن را از دیگر هندسه‌های منبع آلودگی (مانند منبع غیرنقطه‌ای یا منبع منطقه‌ای) متمایز می‌کند. منابع را منابع نقطه‌ای می‌نامند زیرا در مدل‌سازی ریاضی می‌توان آنها را به عنوان یک نقطه ریاضی برای ساده‌سازی تحلیل تقریب زد. منابع نقطه‌ای آلودگی با دیگر منابع نقطه‌ای فیزیک، مهندسی، اپتیک و شیمی یکسان هستند و عبارتند از:
- آلودگی هوا از یک منبع صنعتی (به جای یک فرودگاه یا جاده، که منبع خطی در نظر گرفته می‌شود، یا آتش‌سوزی جنگل، که منبع منطقه‌ای یا منبع حجمی در نظر گرفته می‌شود)[۱]
- آلودگی آب از کارخانه‌ها، نیروگاه‌ها، تصفیه‌خانه‌های فاضلاب شهری و برخی مزارع (به عملیات تغذیه متمرکز جانوران مراجعه کنید). قانون آب پاک ایالات متحده همچنین سیستم‌های فاضلاب طوفان مجزای شهری و تخلیه آب سیلابی صنعتی (مانند سایت‌های ساخت‌وساز) را به عنوان منابع نقطه‌ای تعریف می‌کند.[۲]
- آلودگی صوتی ناشی از موتور جت[۳][۴]
- ارتعاش لرزه‌ای مخرب از یک مطالعه لرزه‌ای محلی[۵]
- آلودگی نوری ناشی از یک چراغ خیابانی ناخوانده[۶]
- انتشارات رادیویی از یک دستگاه الکتریکی تولیدکننده تداخل